# Andreas Gumpold
Andreas Gumpold (* 31. März 1961 in Innsbruck) ist ein ehemaliger österreichischer Skilangläufer.

## Werdegang
Gumpold, der für den HSV Absam startete, trat international erstmals bei den Junioren-Skiweltmeisterschaften 1979 in Mont Sainte-Anne in Erscheinung. Dort belegte er den 24. Platz über 15 km und den achten Rang mit der Staffel. In den folgenden Jahren kam er bei den Junioren-Skiweltmeisterschaften 1980 in Örnsköldsvik auf den 19. Platz über 15 km und auf den sechsten Rang mit der Staffel und bei den Junioren-Skiweltmeisterschaften 1981 in Schonach auf den 17. Platz über 15 km und auf den zehnten Rang mit der Staffel. Bei den Nordischen Skiweltmeisterschaften 1982 in Oslo errang er den 33. Platz über 15 km und den zehnten Platz mit der Staffel. Bei seiner einzigen Teilnahme an Olympischen Winterspielen im Februar 1984 in Sarajevo lief er auf den 53. Platz über 15 km und zusammen mit Franz Gattermann, Peter Juric und Alois Stadlober auf den 11. Rang in der Staffel. Seine letzten Rennen bei Nordischen Skiweltmeisterschaften absolvierte er im folgenden Jahr in Seefeld in Tirol. Dort belegte er den 35. Platz über 30 km, den 33. Rang über 50 km und den siebten Platz in der Staffel.
Bei österreichischen Meisterschaften wurde er im Jahr 1982 Dritter über 30 km und Zweiter über 15 km.